# 저스트 겟팅 스타티드
《저스트 겟팅 스타티드》(영어: Just Getting Started)는 2017년에 제작한 미국의 액션 코미디 영화이다. 론 셸턴이 연출하고, 모건 프리먼, 토미 리 존스, 러네이 루소 등이 출연하였다.

## 줄거리
듀크는 과거 흉악한 범죄자들을 전담하는 피고측 변호인이었으나 증인 보호 프로그램에 들어간 후로는 캘리포니아주 팜스프링스의 리조트 스타일 고급 빌라에서 매니저로 지내고 있다.
전 연방 수사국(FBI) 요원 리오가 빌라에 온 후로 듀크는 수지라는 여성을 사이에 두고 리오와 삼각 관계를 형성하며 각을 세운다. 하지만 듀크의 정체가 발각이 나 마피아에서 암살을 시도하자 리오는 이를 막기 위해 힘을 보탠다.

## 출연진
- 모건 프리먼 - 듀크 다이버 역
- 토미 리 존스 - 리오 매케이 역
- 러네이 루소 - 수지 퀸스 역
- 글렌 헤들리 - 마거릿 역
- 셰릴 리 랠프 - 로버타 역
- 엘리자베스 애슐리 - 릴리 역
- 크리스틴 레이크스 - 진저 역
- 조 팬털리아노 - 조이 역
- 그레이엄 베컬 - 버트 역
- 멜 레이도 - 오스카 역
- 조지 월리스 - 래리 역
- 제인 시모어 - 딜라일라 역
- 조니 매시스 - 본인 역
- 앨마 시스네로스 - 키미 역 (크레디트 미기재)

## 시청 등급
- 미국: PG-13

## 같이 보기
- 크리스마스 영화 목록